# Беликов, Алексей Митрофанович
Алексе́й Митрофа́нович Бе́ликов (17 ноября 1931, Нижнедевицк, Центрально-Чернозёмная область — 29 марта 2005, Воронеж) — советский физик, педагог. Ректор Воронежского государственного университета (1983—1987 гг.).

## Биография
Специалист в области физики пластичности и прочности металлов и сплавов, кристаллографии и рентгенографии металлов.
- 1955 год — окончил Московский институт стали и сплавов.
- Доктор технических наук, профессор;
- с 1971 года — заведующий кафедрой физики металлов Воронежского политехнического института,
- с 1977 года — проректор ВПИ по научной работе.
- 1983—1987 годы — ректор Воронежского государственного университета (ВГУ).
- 1987 год — перешёл в Воронежский технологический институт на должность заведующего кафедрой.